# Dicranoptycha fuscescens
Dicranoptycha fuscescens là một loài ruồi trong họ Limoniidae. Chúng phân bố ở miền Cổ bắc.